# Megastruktur
Begrebet Megastruktur er en afledning af det engelske megastructure, som beskriver en fiktiv selvforsynende kæmpekonstruktion, der danner sit eget univers. Dette begreb er adopteret af arkitekturen, som beskrivelse for store helhedstænkte boligstrukturer.
Det danske udtryk megastruktur er en struktur for koblingen mellem bosætning og byggemetode og dækker over en arkitektur, der i ét arkitektonisk greb danner en mangfoldig og varierende boligmasse, hvor mennesker af alle typer og med enhver status kan bo sammen i individuelle og yderst varierede boliger.
En megastruktur er ikke nødvendigvis kendetegnet ved sin enorme udstrækning, men nærmere i sin, tilsyneladende uendelige, variation. Det er en boligmasse, som efterlader indtrykket af at rumme et langt større og mere komplekst univers, end det umiddelbart er muligt at gennemskue eller få adgang til. Det er en struktur hvor hvert et rum er sit eget univers og en struktur hvor beboernes liv og trivsel fremstår som en overvældende spraglet collage.